# مریم مجدلیه (فیلم ۲۰۱۸)
مریم مجدلیه (انگلیسی: Mary Magdalene) فیلمی در ژانر درام دربارهٔ زندگی مریم مجدلیه است که از سوی واینستین کمپانی و یونیورسال استودیوز در ۲۶ فوریه ۲۰۱۸ منتشر شد. رونی مارا، واکین فینیکس، چیویتل اجیوفور و طاهر رحیم بازیگران فیلم هستند.

## خلاصه داستان
در سال ۳۰ میلادی هنگامی که سرزمین یهودیه، تحت کنترل امپراتوری روم بود، زنی به نام مریم از شهر کوچک مجدله شروع به پیروی از عیسی اهل ناصره می‌کند. خانواده و پدرش سعی می‌کنند دررفتن او از خانه، دخالت کنند اما او آنها را پس می‌زند، او غسل تعمید را از عیسی پذیرفته و او و سایر حواریون قبول می‌کنند تا نومسیحیان را به نام پدر تعمید دهند. وی در اثبات اقتدار روح عیسی مانند سایر حواریون است و این باعث درگیری با سایر مریدان مرد، از جمله پطرس می‌شود. مریم عیسی را تا راه مصلوب شدن و رستاخیز دنبال می‌کند. در پایان او توسط پطرس به عنوان یک پیرو وفادار عیسی پذیرفته می‌شود. پطرس گزارش او را از رستاخیز مسیح می‌پذیرد و سایر حواریون را نیز تشویق می‌کند که پیام معاد خود را نیز بپذیرند و آن را به عنوان بخشی از کریگما اعلام کنند. در عنوان‌های اختتامیه گفته شد که، ابتدا مریم به عنوان یک فاحشه مشترک توسط کلیسای اولیه در هزاره اول خوانده می‌شود و در هزاره سوم، او به عنوان یکی از پیروان عیسی که در بین دوازده حواری بود و همراه آنها بود پذیرفته شده‌است.

## بازیگران
- رونی مارا در نقش مریم مجدلیه
- واکین فینیکس در نقش عیسی مسیح
- چیویتل اجیوفور در نقش پطرس
- طاهر رحیم در نقش یهودا
- لوبنا آزابال در نقش سوزانا
- رایان کر در نقش جوزف
- زوهار اشتراوس در نقش یوحنا
- چارلز بابلولوا در نقش اندریاس
- مایکل مشونوف در نقش متی
- توفیق برهوم در نقش یعقوب
- آوری گاوریل در نقش فیلیپ
- چکی کاریو در نقش الیشا، پدر مریم
- دونی منوشه در نقش دنیل، برادر مریم
- شیرا هاس در نقش لیا
- دیوید اسکوفیلد در نقش توما
- آریان لابد در نقش ریچل
- ایریت شلگ در نقش مریم

## جوایز
- نامزد جایزه اکتا برای بهترین بازیگر زن: رونی مارا
- نامزد جایزه اکتا برای بهترین موزیک: هیلدور گودنادوتیر و یوهان یوهانسون
- نامزد جایزه اکتا برای بهترین طراحی لباس: جکلین دورن
- برنده جایزه آسیا پاسیفیک اسکرین آواردز برای بهترین امتیاز اصلی